# 龙代勒河畔拉迪尼亚克
龙代勒河畔拉迪尼亚克（法語：Ladignac-sur-Rondelles，法語發音：[ladiɲak syʁ ʁɔ̃dɛl]）是法国科雷兹省的一个市镇，位于该省中部偏南，属于蒂勒区。

## 地理
龙代勒河畔拉迪尼亚克（45°14'1"N, 1°50'16"E）面积10.18 平方千米，位于法国新阿基坦大区科雷兹省，该省份为法国中南部省份，北起上维埃纳省和克勒兹省，西接多爾多涅省，南至洛特省，东临多姆山省和康塔爾省。
与龙代勒河畔拉迪尼亚克接壤的市镇（或旧市镇、城区）包括：埃斯帕尼亚克、庞德里涅、圣福蒂纳德、拉盖讷叙拉瓦卢兹、拉加尔德-马克拉图尔。

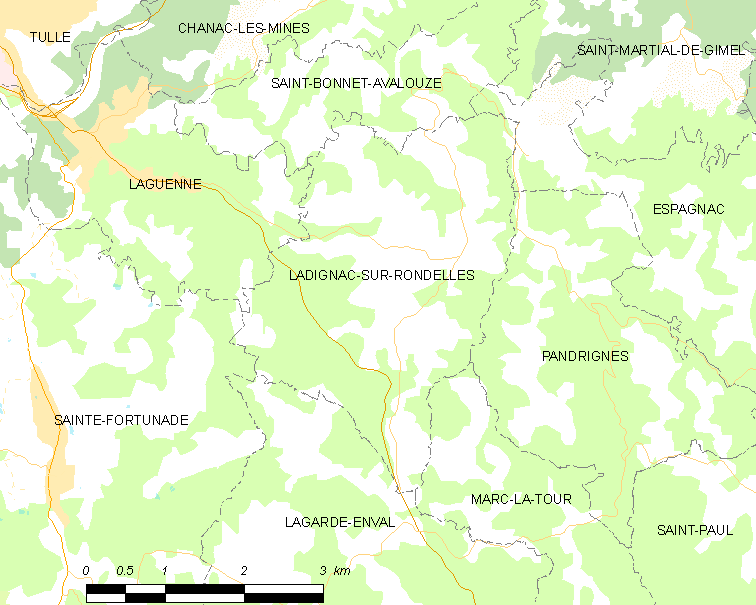
龙代勒河畔拉迪尼亚克的OSM定位图

龙代勒河畔拉迪尼亚克的时区为UTC+01:00、UTC+02:00（夏令时）。

## 行政
龙代勒河畔拉迪尼亚克的邮政编码为19150，INSEE市镇编码为19096。

## 政治
龙代勒河畔拉迪尼亚克所属的省级选区为圣福蒂纳德县。

## 人口

1962-2008年间龙代勒河畔拉迪尼亚克人口变化图示

龙代勒河畔拉迪尼亚克于2022年1月1日时的人口数量为405人。